# Maleber (Ciamis)
Maleber is een bestuurslaag in het regentschap Ciamis van de provincie West-Java, Indonesië. Maleber telt 10.181 inwoners (volkstelling 2010).